# SC Viktoria Köln
SC Viktoria Köln was een Duitse voetbalclub uit Keulen. De club speelde van 1978 tot 1981 in de 2. Bundesliga en is een voorloper van het huidige FC Viktoria Köln 1904.

## Geschiedenis
Op 10 juli 1957 fuseerden SC Preussen Dellbrück en SC Rapid Köln tot SC Viktoria Köln. De club zou als antwoord dienen op 1. FC Köln. Deze club ontstond in 1948 door een fusie tussen SpVgg Sülz 07 en Kölner BC 01 en groeide al snel uit tot een van de topclubs van de Oberliga West. Door de twaalfde plaats van Dellbrück in de Oberliga West 1956/57 mocht de club meteen in de hoogste klasse starten en eindigde negende in het eerste jaar. Dat seizoen won de club met 4:1 van 1. FC Köln, het was de enige keer dat de club kon winnen van de grote stadsrivaal. Nadat een degradatie in het tweede seizoen net vermeden werd eindigde de club zevende in 1959/60. De volgende twee seizoenen werd de club telkens tiende en in 1962/63 speelde de club voor het eerst Europees in de Jaarbeursstedenbeker. Ferencvaros Boedapest was echter te sterk in de eerste ronde. Na seizoen 1962/63 werd de Bundesliga ingevoerd als nieuwe hoogste klasse. Er mocht slechts één club per stad aantreden waardoor Viktoria al uit de boot viel, maar door een achtste plaats zou de club zich toch niet gekwalificeerd hebben.
Viktoria ging nu in de Regionalliga spelen, die nu de tweede klasse werd. In het eerste seizoen werd de club vijfde, hun beste prestatie zo zou later blijken. Hierna gleed de club naar de middenmoot en in 1967 promoveerde ook stadsrivaal SC Fortuna Köln naar de Regionalliga. Deze club werd financieel gesponsord door Jean Löring, die vroeger nog voor Viktoria speelde. In het tweede seizoen van Fortuna eindigde de club voor het eerst boven Viktoria. Dat jaar kon Viktoria de degradatie zelfs maar nipt afwenden door een beter doelquotiënt dan Eintracht Duisburg 1848. Na nog twee plaatsen in de middenmoot degradeerde de club uiteindelijk in 1971/72.
In de Verbandsliga Mittelrhein werd Viktoria vicekampioen achter SpVg Frechen 20 en mocht zo aan het amateurkampioenschap deelnemen. Echter verzaakte Frechen aan deelname aan de eindronde om promotie, waardoor Viktoria die plaats in nam. Na een overwinning op VfB 03 Bielefeld promoveerde de club meteen weer naar de Regionalliga. In 1974 werd de 2. Bundesliga ingevoerd als nieuwe tweede klasse, waardoor de club in de top tien moest eindigen om zich hiervoor te kwalificeren, maar de club werd laatste. In 1974/75 zorgde de club voor furore in de DFB-Pokal. Na twee overwinningen versloeg de club in de derde ronde Bundesligaclub Eintracht Braunschweig en trof dan Regionalligaclub Borussia Dortmund die de club uitschakelde.
Na een autoritaire titel in 1978 met elf punten voorsprong op SV Baesweiler 09 nam de club deel aan de eindronde om promotie en dwong deze af na een 4:1 zege op VfL Wolfsburg. De club vocht tegen degradatie, maar stelde het behoud veilig op de laatste speeldag na een 9:2 overwinning op Rot-Weiß Lüdenscheid. In 1979/80 werd de club zowaar vierde. Het volgende jaar was opnieuw belangrijk omdat de 2. Bundesliga van twee reeksen naar één reeks. Viktoria werd elfde en kwam één punt te kort om zich hiervoor te kwalificeren. De club nam afscheid van het profvoetbal en ging in de Oberliga Nordrhein spelen.
In het eerste seizoen werd Viktoria vicekampioen achter BV Lüttringhausen en nam zo deel aan het amateurkampioenschap, waar de club reeds in de eerste ronde verslagen werd door 1. FSV Mainz 05. Na een derde plaats werd de club hierna opnieuw vicekampioen, deze keer achter 1. FC Bocholt. SV Baesweiler 09 kreeg dat jaar met 10:0 een fikse pandoering van de club. De volgende jaren eindigde de club in de middenmoot of subtop. Langzaam ging het bergaf en toeschouwersaantallen liepen terug waardoor financiële problemen de kop op staken. In 1994 werd de club laatste waarop de club dat seizoen fuseerde met SC Brück tot SCB Preußen Köln.

## Viktoria in Europa
#R = #ronde, T/U = Thuis/Uit, W = Wedstrijd, PUC = punten UEFA coëfficiënten .
Uitslagen vanuit gezichtspunt SC Viktoria Köln
| Seizoen | Competitie | Ronde | Land               | Club            | Totaalscore | 1e W    | 2e W    | PUC |
| ------- | ---------- | ----- | ------------------ | --------------- | ----------- | ------- | ------- | --- |
| 1962/63 | JB         | 1R    | Vlag van Hongarije | Ferencvárosi TC | 5-7         | 4-3 (T) | 1-4 (U) | 2.0 |

Totaal aantal punten voor UEFA coëfficiënten: 2.0
Zie ook: Deelnemers UEFA-toernooien Duitsland